# Paphiopedilum malipoense
Paphiopedilum malipoense är en orkidéart som beskrevs av Sing Chi Chen och Zhan Huo Tsi. Paphiopedilum malipoense ingår i släktet Paphiopedilum och familjen orkidéer.

## Underarter
Arten delas in i följande underarter:
- P. m. angustatum
- P. m. hiepii
- P. m. jackii
- P. m. malipoense

## Bildgalleri

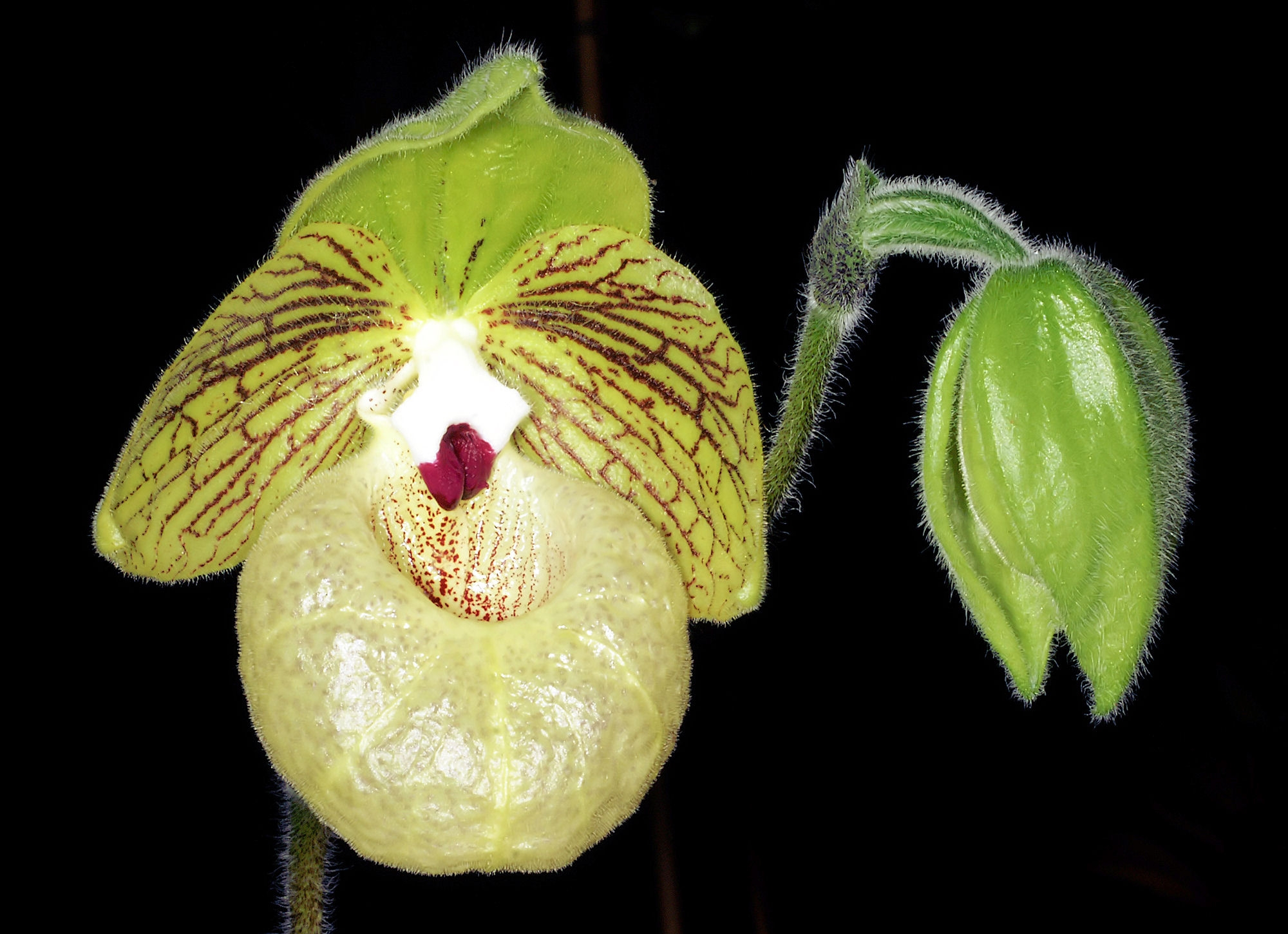
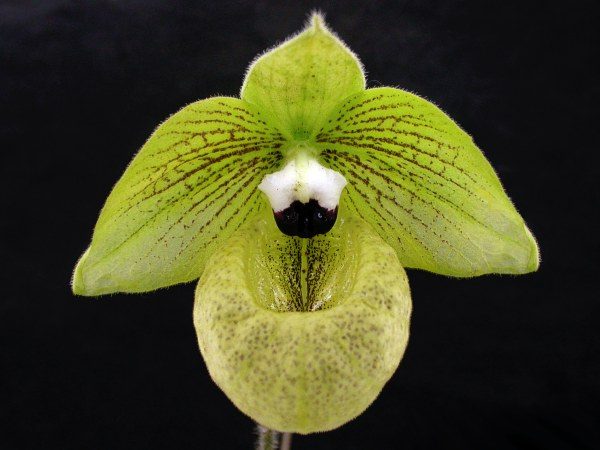
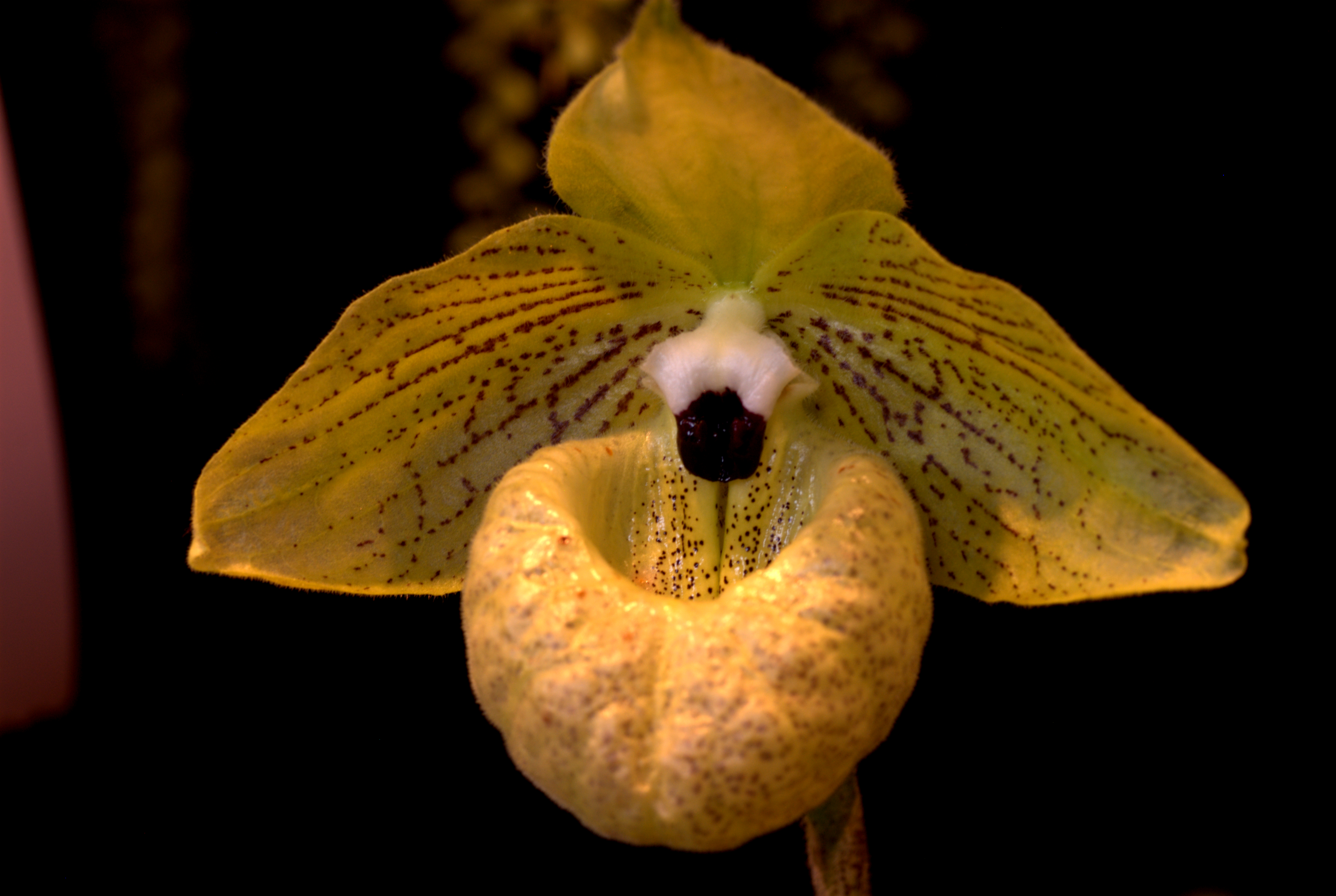
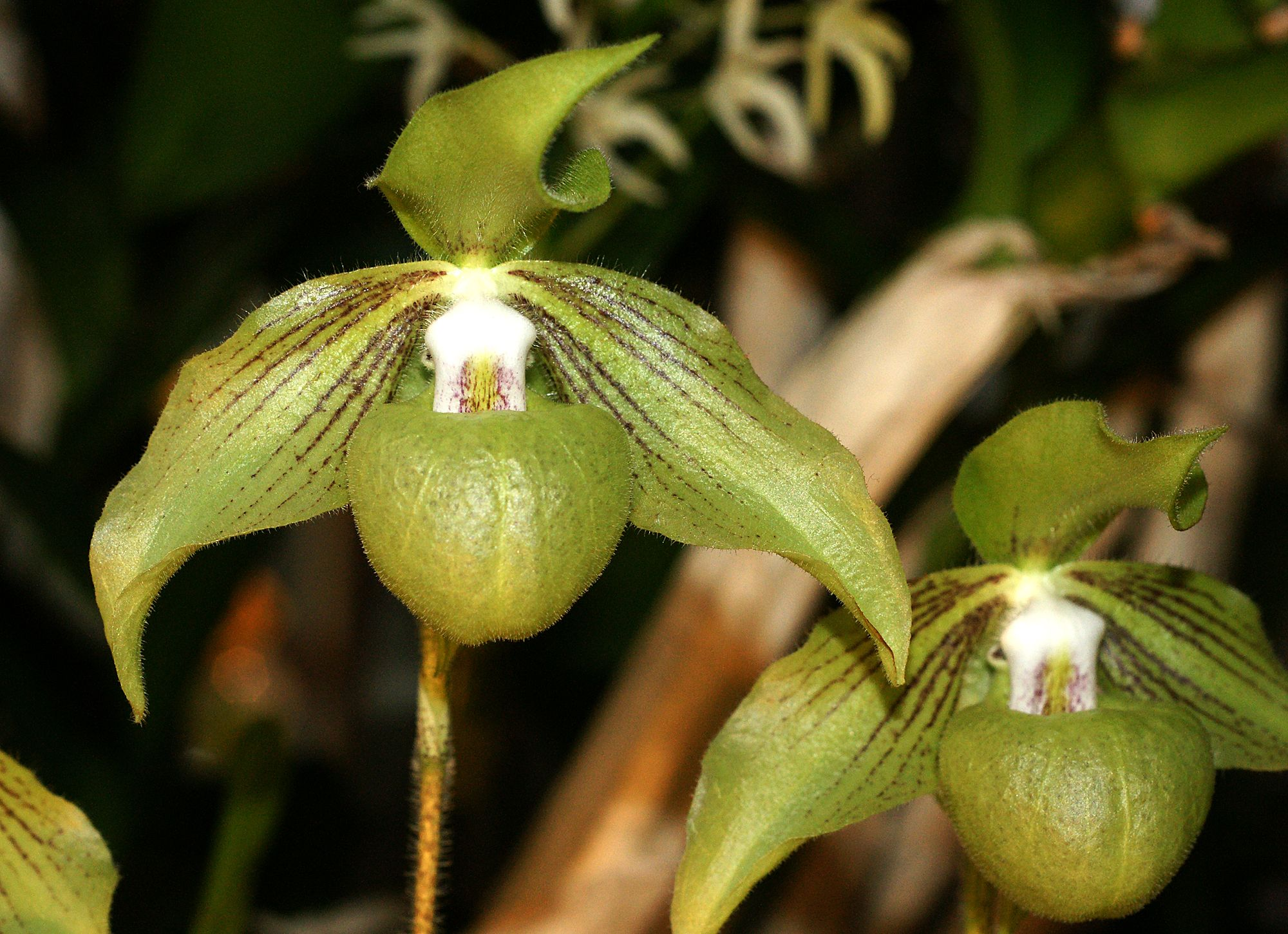
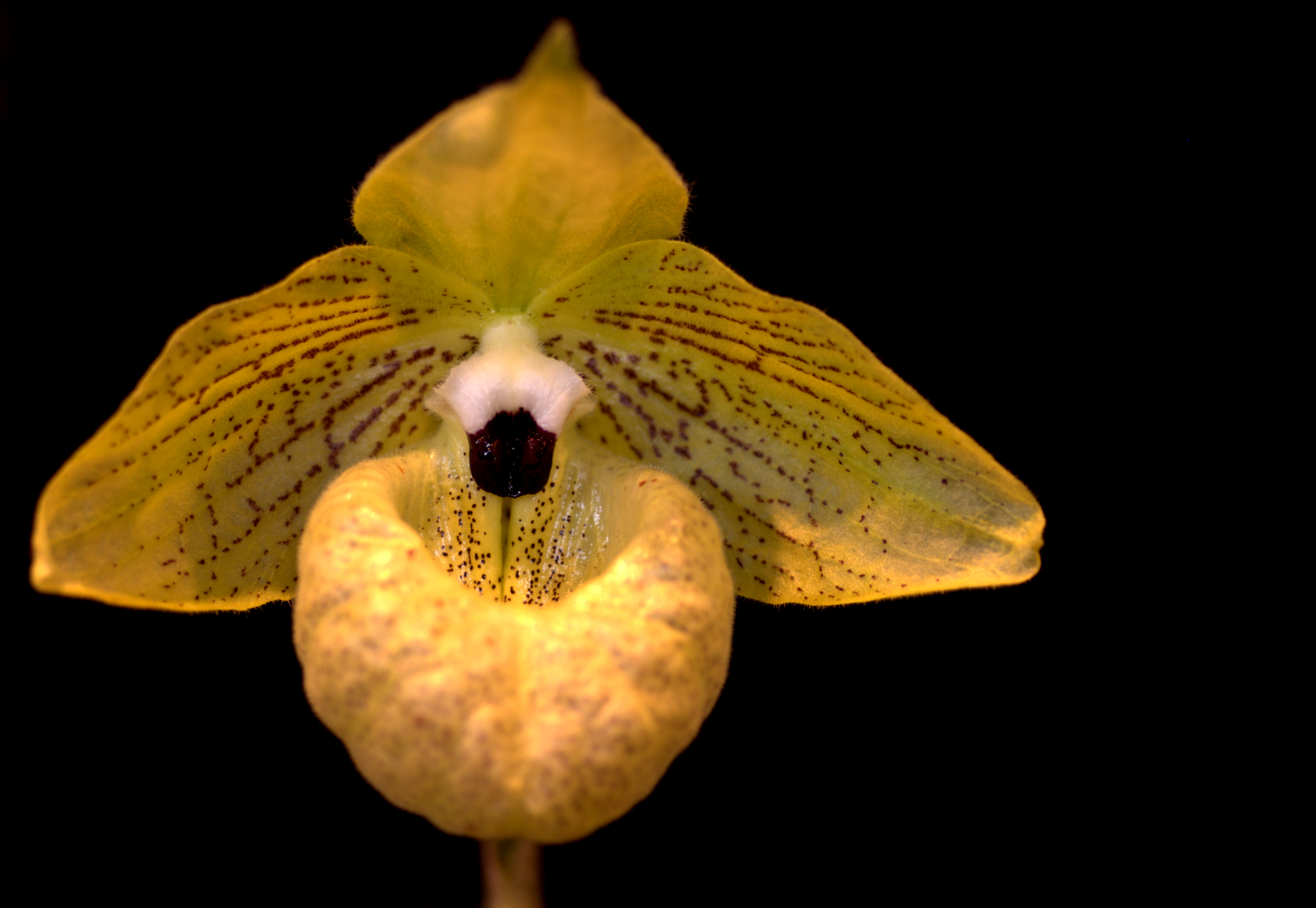